# Un lloc entre els morts
Un lloc entre els morts és una novel·la escrita per Maria Aurèlia Capmany publicada el 1967, que narra la peripècia vital i intel·lectual d'un jove escriptor amb influències il·lustrades de la Revolució Francesa que lluita contra la societat burgesa de la Barcelona del segle xix. Va ser guardonada amb el Premi Sant Jordi el 1968.
Un lloc entre els morts és una de les obres amb la qual l'autora s'apropa a la novel·la històrica. L'acció se situa en el pas del segle xviii al XIX amb la invasió del general Duhesne i la influència francesa. D'una banda se centra en escenaris i personatges reals: Barcelona, Cervera, o Venècia, i com el mateix general Duhesne, però de l'altra, el protagonista és un personatge de ficció, Jeroni Campdepadrós i Jansana, hereu d'una família rica que mort prematurament i que escriu unes memòries `les quals la seva muller destruirà després de la seva mort i només en quedaran alguns poemes, fragments i cartes. El narrador reconstruirà la seva vida a través d'aquests fragments però, sobretot a partir de deduccions personals. L'obra segueix cronològicament, l'existència del protagonista: la mort de la mare, l'enfrontament amb el pare, el casament amb la Carolina, l'amistat amb l'empordanès Eresme Bonsoms, etc.
El protagonista és descrit de la manera següent en el pròleg de l'obra:
| «                                           | Estimava i detestava el poeta pur de les mans netes. I així va néixer en Jeroni Campdepadrós i Jansana (1789-1821). El vaig col·locar entre dos segles, entre dos bàndols, entre dues ètiques, entre dues classes socials, entre dos amors. No per atzar el vaig col·locar entre dos corrents del pensament: l'imperi de la raó del XVIII, i l'orgia de la passió del XIX, és a dir, un preromàntic. | » |
| — M. Aurelia Campany, Pròleg de la novel·la | |   |

Va ser publicada el 1967 per l'editorial Nova Terra, reeditada per l'Editorial Laia el 1979, per Edicions 62, el 1984 i per Proa el 1999.

## Documentalː Maria Aurèlia Capmany parla d'Un lloc entre els morts
El 1969, el director Joaquim Jordà, amb Joan Enric Lahosa com a coguionista i assessor, va rodar un documental en el qual entrevistava l'autora sobre els seus personatges de ficció i concretament sobre Jeroni Campdepadrós i Jansana. Es va fer el rodatge, en tan sols un dia a casa de l'escriptora a Barcelona, en 16 mm, blanc i negre i doble banda, per tal de ser exhibit a Barcelona en ocasió dels Premis d'Honor de les Lletres Catalanes, ja que els organitzadors havien demanat una pel·lícula en català per poder projectar durant l'acte, però no n'hi havia cap de disponible. Amb posterioritat, va ser seleccionada per participar en un festival cinematogràfic a l'Alguer, però a partir d'aquí el seu rastre desapareix, fins que es va trobar l'única còpia, a l'arxiu de la Filmoteca de la Generalitat de Catalunya.

## Teatre
TVE Catalunya la va portar al teatre amb Sergi Schaaff com a realitzador, i la participació de Enric Majó, Àngels Moll, Rosa Maria Sardà, Jordi Serrat, Felip Peña, Montserrat Carulla i Paquita Ferràndiz. Va ser emesa el 25 de maig del 1976 a la Segona cadena.